# Cyphon pandellei
Cyphon pandellei is een keversoort uit de familie moerasweekschilden (Scirtidae). De wetenschappelijke naam van de soort werd in 1884 gepubliceerd door Bourgeois.